# Emmanuel Nguyễn Hồng Sơn
Emmanuel Nguyễn Hồng Sơn (sinh ngày 2 tháng 1 năm 1952) là một giám mục Công giáo người Việt, hiện là giám mục chính tòa của Giáo phận Bà Rịa và Chủ tịch Uỷ ban Phụng tự trực thuộc Hội đồng Giám mục Việt Nam nhiệm kỳ 2022–2025. Ông đã từng đảm nhận vai trò này trong hai nhiệm kỳ trước đó: nhiệm kỳ 2016–2019 và nhiệm kỳ 2019–2022. Ông cũng từng giữ chức giám mục phó Giáo phận Bà Rịa từ năm 2015 đến năm 2017. Khẩu hiệu Giám mục của ông là: "Vâng nghe Thánh Thần".
Giám mục Nguyễn Hồng Sơn sinh tại Biên Hòa, thuở thiếu thời theo học tại Tiểu chủng viện Sài Gòn và Giáo hoàng Học viện Thánh Piô X Đà Lạt. Năm 1980, chủng sinh Emmanuel Sơn được truyền chức linh mục, trở thành linh mục thuộc Giáo phận Xuân Lộc. Linh mục Sơn đảm nhận nhiều trách vụ linh mục của giáo phận, trong đó có bảy năm từ 1994 đến 2001 là linh mục quản hạt Giáo hạt Bà Rịa. Trong vòng bốn năm sau đó, linh mục Sơn được cử đi du học tại Học viện Công giáo Paris.
Năm 2005, với quyết định chia tách Giáo phận Xuân Lộc để thành lập Giáo phận Bà Rịa, Nguyễn Hồng Sơn trở thành linh mục giáo phận mới Bà Rịa. Từ năm 2006, linh mục Sơn đảm nhận nhiều vai trò khác nhau trong giáo phận: giám đốc Tiểu chủng viện Thánh Tôma Bà Rịa, phụ trách thường huấn linh mục, giám đốc chủng sinh, tổng thư ký Hội đồng Linh mục Giáo phận Bà Rịa từ năm 2009. Năm 2011, linh mục Emmanuel Nguyễn Hồng Sơn được Giám mục Tôma Nguyễn Văn Trâm bổ nhiệm làm linh mục Tổng đại diện Giáo phận Bà Rịa.
Ngày 27 tháng 11 năm 2015, Giáo hoàng Phanxicô bổ nhiệm linh mục Emmanuel Nguyễn Hồng Sơn làm giám mục phó Giáo phận Bà Rịa với quyền kế vị. Lễ tấn phong giám mục cho tân giám mục được tổ chức ngày 20 tháng 1 năm 2016. Ngày 6 tháng 5 năm 2017, ông kế vị chức giám mục chính tòa Giáo phận Bà Rịa khi Giám mục Tôma Nguyễn Văn Trâm hồi hưu.

## Thân thế và tu tập
Giám mục Nguyễn Hồng Sơn sinh ngày 2 tháng 1 năm 1952 tại thành phố Biên Hòa, tỉnh Đồng Nai, thuộc Giáo phận Xuân Lộc trong một gia đình có sáu người con. Gia đình quen gọi ông là cậu Năm. Từ thời thơ ấu, gia đình đã có mong muốn người con trai út Nguyễn Hồng Sơn đi theo con đường tu trì và trở thành linh mục. Ngoài Giám mục Sơn theo con đường tu trì, trong gia đình ông còn có một người chị ruột là nữ tu Elizabeth Kim Ngọc, thuộc dòng Thánh Phaolô Sài Gòn. Các thành viên trong gia đình nhận định khi còn nhỏ, Nguyễn Hồng Sơn đạo đức, lễ phép, thường xuyên tham gia các sinh hoạt như đọc kinh và tham dự thánh lễ Công giáo và là một cậu bé có sở thích là bóng đá. Gia đình Giám mục Sơn hiện sinh sống tại khu vực giáo xứ Biên Hòa, giáo hạt Văn Hải.
Nguyễn Hồng Sơn theo học tại Tiểu chủng viện Sài Gòn từ năm 1963 đến 1971. Tại chủng viện này, thời ấu thơ, ông trở nên nổi bật trong số các chủng sinh vì tính ham học và có thành tích học tập tốt, nằm trong nhóm đứng đầu cả về hạnh kiểm cũng như các môn học. Khóa tiểu chủng sinh năm 1963 mà chủng sinh Sơn theo học ban đầu có 103 chủng sinh, tuy vậy chỉ 6 được truyền chức linh mục. Sau khi hoàn tất chương trình Tiểu chủng viện, Nguyễn Hồng Sơn tiếp tục con đường tu trì bằng việc tu học tại Giáo hoàng Học viện Thánh Piô X Đà Lạt trong giai đoạn từ năm 1971 đến năm 1977. Rời Giáo hoàng Học viện, chủng sinh Sơn được cử đến phụ giúp công việc mục vụ tại giáo xứ Mỹ Hội, Văn Hải, Giáo phận Xuân Lộc trong khoảng thời gian ba năm, từ năm 1977 đến năm 1980.

## Linh mục
Phó tế Emmanuel Nguyễn Hồng Sơn được thụ phong linh mục ngày 31 tháng 12 năm 1980, là linh mục thuộc linh mục đoàn Giáo phận Xuân Lộc. Sau khi được thụ phong, linh mục Hồng Sơn được bổ nhiệm kiêm nhiệm các vai trò: linh mục chính xứ giáo xứ Bình Sơn, linh mục quản nhiệm các giáo điểm Suối Trầu, Chốt Thái, Cẩm Đường và Suối Quýt thuộc Giáo phận Xuân Lộc. Giáo xứ Bình Sơn được trao cho tân linh mục là một giáo xứ thuộc vùng kinh tế mới, với số giáo dân là những người di dân khó khăn và thiếu thốn. Trong thời gian quản nhiệm, linh mục Sơn tham gia các sinh hoạt cùng người dân như đào đất, vớt gỗ từ suối và đãi cát để tái xây dựng nhà thờ. Trong hoàn cảnh thiếu lương thực và các vật phẩm, công cụ lao động, với tính cách ưa hỗ trợ và san sẻ, vị linh mục chính xứ đã gây dựng được tình cảm của giáo dân. Trong các giáo họ mà linh mục Sơn đóng kiêm nhiệm, giáo họ xa nhất cách nhà thờ Bình Sơn khoảng 16 km và linh mục Sơn cần hai giờ đi trên đoạn đường không bằng phẳng và sình lầy để đến cử hành thánh lễ Công giáo. Trong các ngày Chúa Nhật, ông cử hành từ 3 đến 4 thánh lễ Công giáo tại nhiều địa điểm khác nhau.
Sau mười năm đảm nhiệm chức linh mục chính xứ Bình Sơn cũng như quản nhiệm các giáo điểm, năm 1991, linh mục Nguyễn Hồng Sơn được điều chuyển mục vụ. Cụ thể, ông được bổ nhiệm giữ chức linh mục chính xứ Giáo xứ Phước Lễ (thuộc Giáo hạt Phước Lễ, Giáo phận Xuân Lộc) và đảm nhận vai trò này trong mười năm (đến năm 2001). Song song với vai trò trên, ông kiêm nhiệm chức linh mục Quản hạt Bà Rịa trong giai đoạn năm 1994 đến năm 2001. Về công việc quản lý giáo xứ, linh mục Sơn duy trì các sinh hoạt mục vụ từ thời vị tiền nhiệm. Trong các dịp tĩnh tâm, ông cho mời linh mục nhiều nơi về chủ sự. Giáo xứ Phước Lễ ngày nay chính là Giáo xứ Chánh tòa Bà Rịa.
Sau 20 năm quản nhiệm các giáo xứ, linh mục Nguyễn Hồng Sơn được cử đi du học tại Học viện Công giáo Paris, Pháp từ năm 2001 đến năm 2005 và tốt nghiệp với học vị Cao học Thần học Tín lý. Với quyết định thành lập Giáo phận Bà Rịa, tách ra từ Giáo phận Xuân Lộc, linh mục Sơn trở thành linh mục thuộc Giáo phận Bà Rịa. Sau khoảng thời gian du học tại Pháp, năm 2006, linh mục Nguyễn Hồng Sơn hồi hương và được bổ nhiệm giữ chức Giám đốc Tiểu chủng viện Thánh Tôma Bà Rịa. Ngoài chức vụ trên, ông còn kiêm nhiệm nhiều vai trò khác: phụ trách thường huấn linh mục, giám đốc chủng sinh, tổng thư ký Hội đồng Linh mục Giáo phận Bà Rịa từ năm 2009 đến 2011. Từ năm 2011, linh mục Sơn đảm nhận vai trò linh mục tổng đại diện Giáo phận Bà Rịa. Ông cũng là thành viên Ủy ban Giáo lý Đức tin trực thuộc Hội đồng Giám mục Việt Nam.

## Giám mục phó Bà Rịa

### Bổ nhiệm và những động thái đầu tiên
Ngày 27 tháng 11 năm 2015, Giáo hoàng Phanxicô bổ nhiệm linh mục Tổng đại diện Emmanuel Nguyễn Hồng Sơn làm giám mục phó Giáo phận Bà Rịa, với quyền kế vị Giám mục Tôma Nguyễn Văn Trâm.:75 Với cương vị này, Tân giám mục Hồng Sơn sẽ thay thế Giám mục Trâm khi ông về hưu, thuyên chuyển hoặc qua đời. Tân giám mục sẽ hỗ trợ quản lý giáo phận non trẻ nhất Việt Nam với số tín hữu ước tính là trên 250.000. Tính đến năm 2016, Giáo phận Bà Rịa có 254.000 giáo dân, đứng thứ năm về số lượng giáo dân tại Việt Nam và có 84 giáo xứ, 107 linh mục triều, 350 linh mục dòng, và 515 tu sĩ.
Khi được hỏi về cảm nghĩ khi được chọn làm giám mục phó Giáo phận Bà Rịa, Giám mục Nguyễn Hồng Sơn cho biết rằng với cách nhìn miserando atque eligendo–thương xót và chọn lựa, việc chọn ông vào hàng ngũ Giám mục là một quyết định của lòng thương xót. Giám mục tân cử cho biết ông an tâm vì cho rằng khi Chúa đã thương thì Người sẽ thương đến cùng. Giám mục Nguyễn Hồng Sơn nhận trả lời phỏng vấn với báo Công giáo và Dân tộc sau khi tin bổ nhiệm được công bố. Khi được nhắc đến các kinh nghiệm mục vụ sẽ hỗ trợ ông trong vai trò giám mục, Giám mục Sơn cho rằng các vai trò ông từng đảm trách trong thời kỳ linh mục đã giúp ông tích lũy kinh nghiệm mục vụ, nhưng nói về tương lai, ông xin vâng theo Chúa Thánh Thần. Đưa ra nhận định cá nhân, Giám mục Sơn cho rằng ông quan tâm đến việc đào tạo chủng sinh để trở thành các linh mục theo ý Thiên Chúa, các tu sĩ sống trọn vẹn lời khấn hứa và giáo dân sống cách phong phú, dồi dào trong đời sống tâm linh. Trong cuộc phỏng vấn với Ban Truyền thông Giáo phận Bà Rịa được đăng tải ngày 7 tháng 12 năm 2015, Giám mục tân cử loan tin lễ tấn phong giám mục cho ông sẽ được cử hành vào ngày 20 tháng 1 năm 2016 tại Nhà thờ chính tòa Bà Rịa.

### Ý nghĩa và biểu tượng huy hiệu
Giám mục Nguyễn Hồng Sơn chọn khẩu hiệu giám mục là "Vâng nghe Thánh Thần".:246 Trong cuộc phỏng vấn với báo Công giáo và Dân tộc, khi được đề nghị cho biết về khẩu hiệu cũng như giải nghĩa huy hiệu Giám mục, Giám mục Sơn cho biết:
| “ | Huy hiệu được thiết kế đơn giản theo ý tưởng về Đức Ái mục tử với hình ảnh chiếc gậy mang hình Thánh Giá và ngọn lửa biểu tượng Chúa Thánh Thần, giữa đồng cỏ xanh và dòng suối mát của ân sủng, nơi để người mục tử giúp cho đoàn chiên được sống và sống dồi dào. Hình chim bồ câu giữa ngọn lửa được trình bày không phải trong tư thế "ngự xuống", nhưng là đang bay để dẫn đường. Đầu gậy xoay theo hướng đi của Thánh Thần với chủ ý diễn đạt phương châm sống và hành động "Vâng nghe Thánh Thần". | ” |

Giám mục Nguyễn Hồng Sơn nhận định thay vì sử dụng cụm từ khẩu hiệu giám mục, có thể xem khẩu hiệu ông sử dụng là một phương châm sống. Ông cho biết câu khẩu hiệu mình sử dụng tuy không phải là một câu trích trực tiếp từ Thánh Kinh, nhưng được sử dụng nhiều lần trong các văn kiện và bài giảng hoặc huấn dụ của Giáo hoàng Gioan Phaolô II, Giáo hoàng Biển Đức XVI và Giáo hoàng Phanxicô đương nhiệm, các Thượng Hội đồng Giám mục cũng thường nhắc đến. Ý nghĩa đầy đủ của khẩu hiệu là ngoan ngoãn vâng nghe Thánh Thần.

### Lễ Tấn phong và các sự kiện liên quan

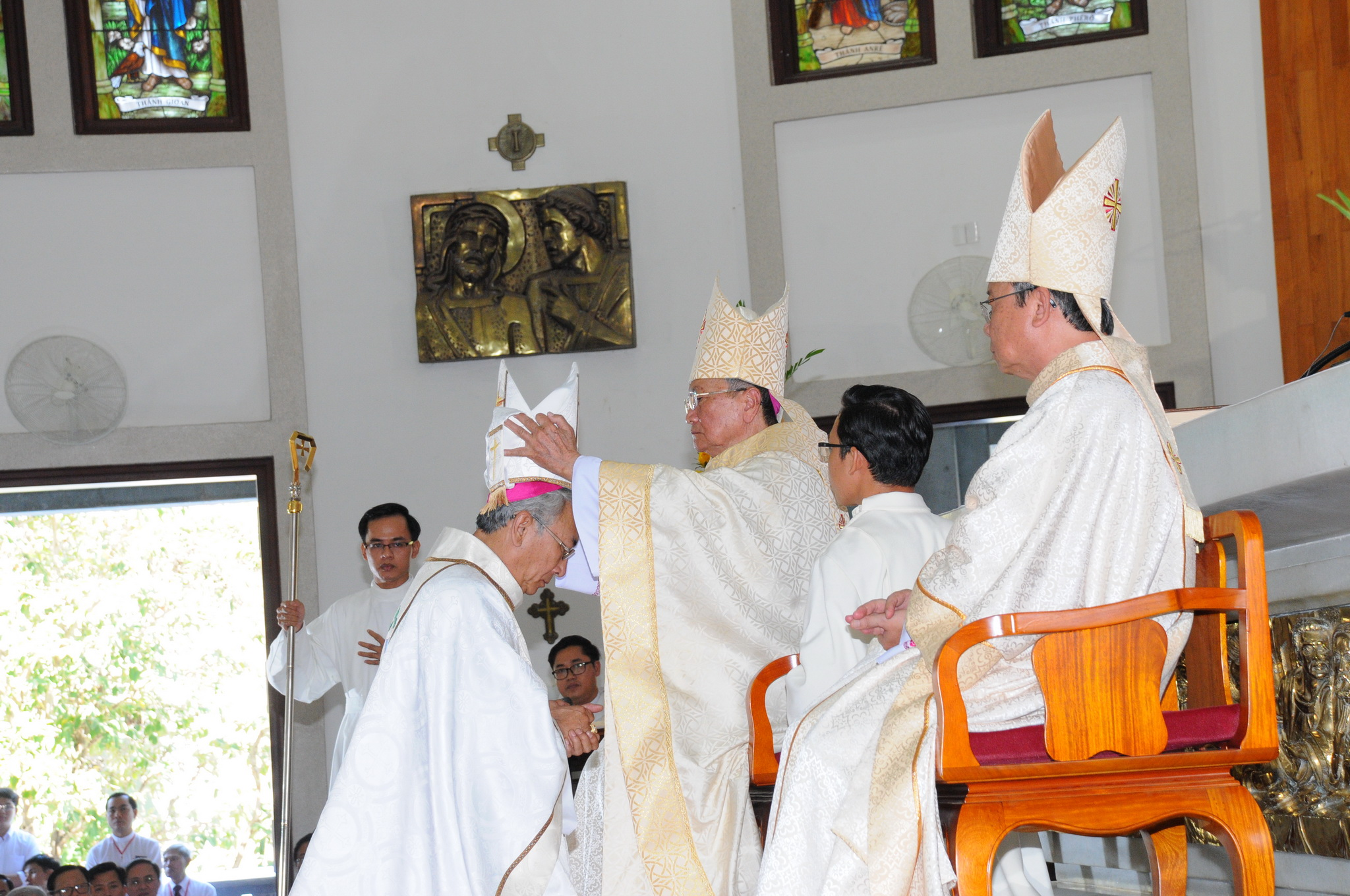
Nghi thức truyền chức Tân giám mục

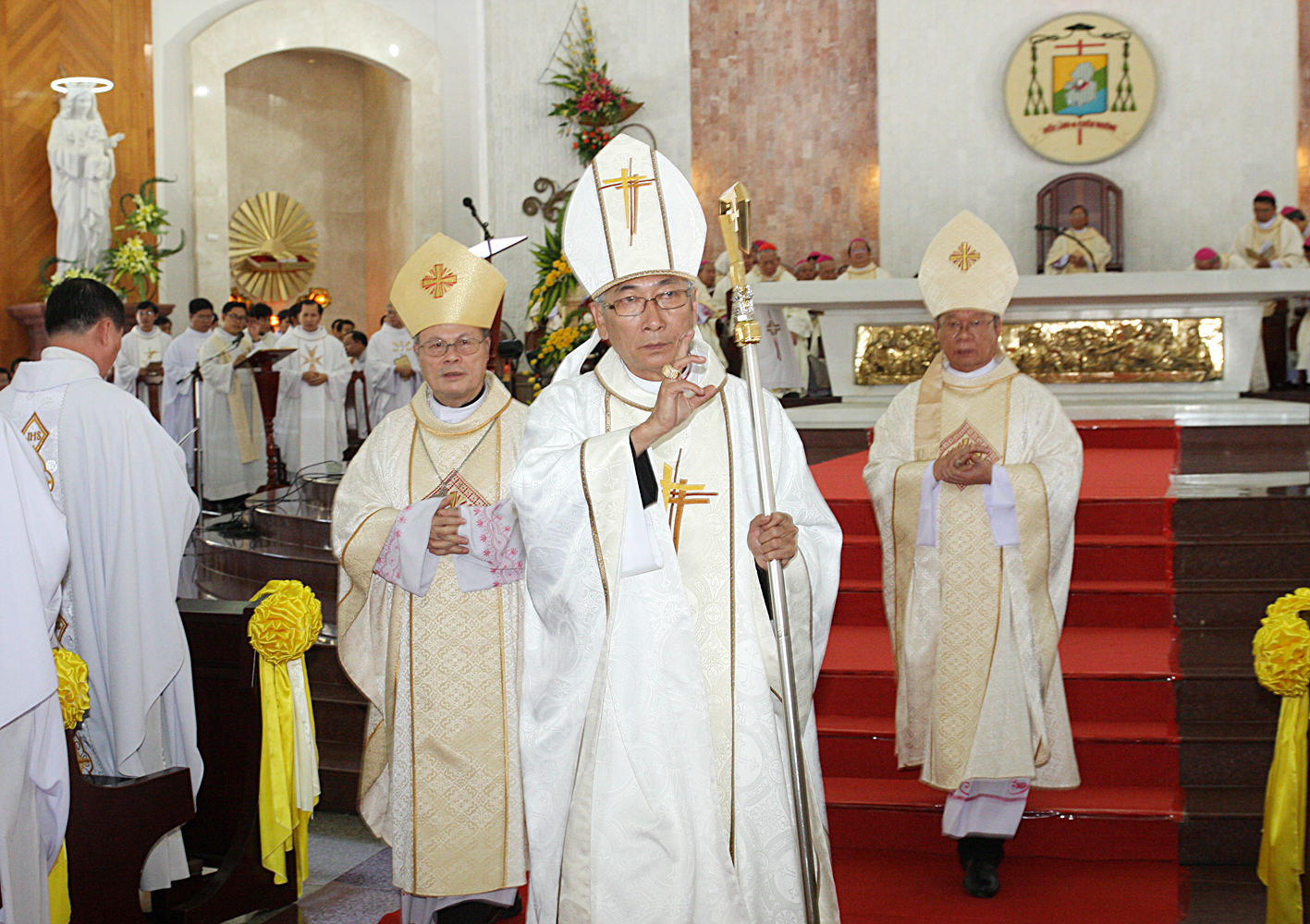
Nghi thức chúc lành của Tân giám mục

Với mong muốn lễ tấn phong được tổ chức đơn giản, Giám mục Nguyễn Hồng Sơn khước từ những vật dụng được người chị là nữ tu hỗ trợ, yêu cầu không được phân phát hình ảnh của mình, từ chối hình thức tổ chức lễ cách long trọng và hoành tráng. Ngày 20 tháng 12 năm 2015, Giám mục Nguyễn Văn Trâm ấn ký các thiệp mời các linh mục, tu sĩ, giáo sĩ và giáo dân tham gia lễ tấn phong giám mục phó tân cử Nguyễn Hồng Sơn. Thiệp mời này loan tin chính thức lễ truyền chức tân giám mục được cử hành sáng ngày 20 tháng 1 năm 2016 tại Nhà thờ chính tòa Bà Rịa.
Nghi thức tuyên xưng đức tin và thề hứa trung thành của Tân giám mục Nguyễn Hồng Sơn được cử hành chiều ngày 19 tháng 1 năm 2016 tại Trung tâm Hành hương Đức Mẹ Bãi Dâu. Các nhân chứng trong nghi thức này gồm Đại diện không thường trú Tòa Thánh tại Việt Nam Leopoldo Girelli, Giám mục Nguyễn Văn Trâm và nguyên giám mục Giáo phận Phú Cường Phêrô Trần Đình Tứ.
Lễ tấn phong giám mục Nguyễn Hồng Sơn được cử hành vào sáng ngày 20 tháng 1 năm 2016. Đồng tế trong lễ tấn phong, ngoài bốn tổng giám mục: Đại diện Tòa Thánh không thường trú, từ các tổng giáo phận Hà Nội, Huế và Thành phố Hồ Chí Minh, còn có khoảng 30 giám mục, 600 linh mục. Khoảng 6.000 chủng sinh, giáo dân và thân nhân tân giám mục đã tham dự lễ truyền chức (theo ước tính của phóng viên báo Công giáo và Dân tộc). Theo ước tính của Giáo phận Bà Rịa, tổng số người tham dự lễ khoảng 10.000 và 704 giáo sĩ Công giáo đồng tế lễ tấn phong. Giám mục chủ phong là Giám mục Tôma Nguyễn Văn Trâm và hai vị phụ phong gồm giám mục Giáo phận Thanh Hóa Giuse Nguyễn Chí Linh và Giám mục Giáo phận Cần Thơ Stêphanô Tri Bửu Thiên. Sau lễ tấn phong, tân giám mục cử hành các lễ tạ ơn tại các giáo xứ Văn Hải, Mỹ Hội,... Ông khước từ những lời đề nghị tổ chức long trọng các lễ tạ ơn này. Giám mục tân chức cử hành lễ tạ ơn tại Nhà thờ chính tòa Bà Rịa vào sáng ngày 24 tháng 1 năm 2016, đồng tế cùng ba linh mục khác và khoảng 1.000 giáo hữu tham dự.
Ngày 9 tháng 9 năm 2016, Giáo hoàng Phanxicô tiếp kiến các giám mục thuộc xứ truyền giáo, trong bối cảnh các giám mục này đang tham gia khóa bồi dưỡng do bộ Truyền giáo Tòa Thánh Vatican tổ chức. Giám mục Nguyễn Hồng Sơn là một trong sáu giám mục Việt Nam tham gia các sự kiện này. Giám mục Emmanuel Sơn đảm nhận vai trò Chủ tịch Uỷ ban Phụng tự, nhiệm kỳ 2016–2019, sau khi được các giám mục bầu chọn tại Đại hội Hội đồng Giám mục Việt Nam XIII tổ chức đầu tháng 10 năm 2016.
Giám mục Nguyễn Hồng Sơn thường cử hành một thánh lễ hàng tháng dưới chân Tượng Chúa Kitô Vua ở Vũng Tàu.

## Giám mục chính tòa Bà Rịa

### Nhậm chức và hoạt động giai đoạn 2017–2018
Ngày 6 tháng 5 năm 2017, Tòa Thánh chính thức cho giám mục chính tòa Giáo phận Bà Rịa Tôma Nguyễn Văn Trâm nghỉ hưu, Giám mục phó Nguyễn Hồng Sơn kế vị làm giám mục chính tòa thứ hai của giáo phận này. Việc này được công bố vào thánh lễ sáng, đồng thời cũng là lễ kỉ niệm 25 năm giám mục của Giám mục Trâm. Tin tức bổ nhiệm do Tổng giám mục Đại diện Tòa Thánh Leopoldo Girelli công bố. Giám mục Sơn tuyên bố ông sẽ kế thừa, phát triển những việc giám mục tiền nhiệm đã xây dựng. Sáng ngày hôm sau, Giám mục Nguyễn Hồng Sơn cử hành lễ khởi đầu sứ vụ, đồng tế có hai linh mục chánh và phó xứ chính tòa Bà Rịa.
Ngày 14 tháng 6 năm 2017, Giám mục Nguyễn Hồng Sơn ra quyết định số 66-17/TGM, quyết định chọn linh mục Giuse Võ Công Tiến, chánh xứ Hòa Thuận, giáo hạt Xuyên Mộc làm Tổng Đại diện Giáo phận Bà Rịa. Trong khuôn khổ kỳ họp thường niên lần II năm 2017 của Hội đồng Giám mục Việt Nam kéo dài từ ngày 9 đến ngày 13 tháng 10 năm 2017, với vai trò Chủ tịch Uỷ ban Phụng tự, giám mục Sơn trình bày đề tài tự sắc Magnum Principium nói về vấn đề dịch thuật các văn bản phụng vụ và chất lượng rượu, bánh lễ. Ngày 21 tháng 10, ông tham dự và đồng tế lễ bế mạc Đại hội toàn quốc mừng 50 năm phong trào Cursillo Việt Nam tổ chức tại Trung tâm Hành hương Thánh Mẫu La Vang thuộc Tổng giáo phận Huế.
Cùng với ba giám mục khác, Giám mục Nguyễn Hồng Sơn có mặt tại Myanmar để chào đón Giáo hoàng Phanxicô. Ông cùng đoàn tham gia thánh lễ do giáo hoàng chủ tế tại sân vận động Kyaikkasan vào sáng ngày 29 tháng 11 năm 2017. Trước đó, chiều ngày 28 tháng 11, ông chủ sự thánh lễ bằng tiếng Việt tại Myanmar, với thành phần giáo dân tham dự là những người hành hương và những người lao động gốc Việt tại Myanmar. Buổi lễ do Uỷ ban Mục vụ Di dân – Hội đồng Giám mục Việt Nam tổ chức tại địa điểm là Nhà thờ Thánh Gioan Tẩy Giả.
Giám mục Nguyễn Hồng Sơn tham gia chuyến viếng thăm bổn phận giám mục Ad Limina của Hội đồng Giám mục Việt Nam từ ngày 2 đến ngày 11 tháng 3 năm 2018. Trong cuộc gặp với Thánh bộ Phụng tự Tòa Thánh, giám mục Sơn đã trình bày về các hoạt động phụng vụ của Giáo hội Công giáo tại Việt Nam, các bản dịch sách lễ Rôma và các sách bài đọc. Trong khuôn khổ chuyến viếng thăm, ông đã có dịp tiếp kiến Giáo hoàng Phanxicô vào ngày 5 tháng 3 cùng với các giám mục Việt Nam khác trong Hội đồng. Ngày 3 tháng 12 năm 2018, với cương vị Chủ tịch Ủy ban Phụng tự Nguyễn Hồng Sơn ấn ký thông báo về việc ban phép lành Tòa Thánh với ơn Toàn xá.

### Hoạt động giai đoạn 2019–nay
Các giám mục Việt Nam từ 27 giáo phận họp Đại hội XIV Hội đồng Giám mục Việt Nam tại trung tâm Mục vụ Giáo phận Hải Phòng vào cuối tháng 9 và đầu tháng 10 năm 2019. Trong khuôn khổ đại hội, các giám mục đã sắp xếp và bầu chọn nhân sự trong hội đồng. Kết quả, các giám mục tiếp tục chọn Giám mục Nguyễn Hồng Sơn tiếp tục đảm trách vai trò Chủ tịch Uỷ ban Phụng tự trực thuộc Hội đồng Giám mục trong nhiệm kỳ 2019–2022. Giám mục Sơn tham dự hội thảo 400 năm hình thành và phát triển chữ Quốc ngữ trong lịch sử loan báo Tin Mừng tại Việt Nam tại Trung tâm Mục vụ Tổng giáo phận Thành phố Hồ Chí Minh. Hội thảo kéo dài trong hai ngày 25 và 26 tháng 10 năm 2019.
Trong khung cảnh chào đón chuyến công du của Giáo hoàng Phanxicô đến Tokyo, Nhật Bản, Giám mục Nguyễn Hồng Sơn, hai giám mục khác là Louis Nguyễn Anh Tuấn, Giuse Nguyễn Chí Linh và Chánh văn phòng Hội đồng Giám mục Giuse Đào Nguyên Vũ đã có chuyến thăm các giáo dân Công giáo Việt Nam tại Tokyo vào ngày 24 tháng 11 năm 2019. Ngày 8 tháng 12 cùng năm, Giám mục Nguyễn Hồng Sơn tham dự ngày gặp gỡ cho các giáo dân đang trong tình trạng ly thân, ly dị tại Nhà thờ chính tòa Bà Rịa. Trong khuôn khổ sự kiện, ông đã chủ sự giờ Chầu Thánh Thể, ban huấn từ, giải đáp các thắc mắc từ những người tham dự. Giám mục Sơn cho rằng những người đang trong tình trạng ly thân, ly dị,.. vẫn có thể tham gia các thánh lễ Công giáo, cầu nguyện và các sinh hoạt hội đoàn. Ông cho rằng Giáo hội Công giáo không bỏ rơi và không loại trừ bất kỳ ai và kêu gọi những người đang trong hoàn cảnh trên không nên rời bỏ Giáo hội.
Trong hoàn cảnh Việt Nam chịu ảnh hưởng của dịch bệnh COVID-19, Giám mục Nguyễn Hồng Sơn, Chủ tịch Uỷ ban Phụng tự đã cho công bố lời cầu nguyện chính thức của Hội đồng Giám mục Việt Nam vào ngày 17 tháng 2 năm 2020. Để nhằm tránh lây lan cũng như phòng chống dịch bệnh, Tòa Giám mục Bà Rịa đã ra hai thông cáo ngày 7 và ngày 21 tháng 3 năm 2020 để điều chỉnh, tạm hoãn các sinh hoạt tôn giáo. Các văn thư nói trên cũng khuyến khích tín hữu cầu nguyện về vấn đề dịch bệnh, thực hiện các biện pháp phòng chống lây lan do các cơ quan thẩm quyền yêu cầu và chú ý đến những gia đình khó khăn trong hoàn cảnh dịch bệnh. Tiếp nối các văn thư trên, cùng đề nghị của Thủ tướng Nguyễn Xuân Phúc và nhằm thể hiện tinh thần trách nhiệm với xã hội, ngày 26 tháng 3 năm 2020, Giám mục Nguyễn Hồng Sơn ấn ký thông báo khẩn. Nội dung thông báo, Giám mục Sơn yêu cầu đình chỉ tất cả thánh lễ tại các nhà thờ giáo xứ, giáo họ, dòng tu trên địa bàn giáo phận từ ngày 28 tháng 3. Ông yêu cầu các linh mục cử hành lễ riêng tư, cho phép giáo dân đến cầu nguyện và viếng Thánh Thể tại các nhà thờ, đồng thời mời gọi các giáo dân tham gia các lễ trực tuyến hằng ngày trên kênh truyền thông Giáo phận Bà Rịa. Tiếp nối thư chung của Giám mục Sơn, Linh mục Giuse Nguyễn Công Luận, Văn phòng Tòa Giám mục đã ấn ký các thông báo điều chỉnh mục vụ Công giáo tại giáo phận trong Tuần Thánh vào ngày 30 tháng 3.
Sau thông báo khẩn ngày 2 tháng 4 năm 2020 của Chủ tịch Hội đồng Giám mục Giuse Nguyễn Chí Linh về việc chọn ngày 4 tháng 4 làm ngày Toàn quốc cầu nguyện cho dịch bệnh sớm chấm dứt, Giám mục Nguyễn Hồng Sơn đã ra thông báo của Uỷ ban Phụng tự nhằm quy định rõ ràng các chi tiết về ngày lễ này. Cụ thể, việc cử hành ngày cầu nguyện được xác định bắt đầu từ chiều ngày 3 tháng 4 đến trước 16 giờ ngày 4 tháng 4. Nội dung thông báo cũng quy định lễ phục và các lời kinh trong thánh lễ cho các linh mục cử hành. Giám mục Sơn mời gọi giáo dân tham gia thánh lễ, gia tăng cầu nguyện, thực thi các việc lành, từ thiện xã hội (bác ái). Thông báo được ấn kỳ ngày 3 tháng 4 năm 2020.
Sau khi tham khảo thông báo từ Văn phòng Thủ tướng Chính phủ và Văn phòng Tôn giáo Chính phủ Việt Nam, Giám mục Nguyễn Hồng Sơn ra thông cáo ngày 8 tháng 5 năm 2020. Nội dung thông cáo là cho phép tổ chức các hoạt đông tôn giáo trong giáo phận Bà Rịa và dừng việc truyền hình trực tuyến các thánh lễ Công giáo trực tuyến. Giám mục Sơn cũng lưu ý giáo dân cần cẩn trọng và có tinh thần trách nhiệm khi tình hình dịch bệnh vẫn diễn biến phức tạp. Kết thư, ông dành lời cảm ơn đến ban truyền thông giáo phận đã hỗ trợ các hoạt động trong thời dịch. Ông cũng thông báo việc này lại cho giáo dân trong thánh lễ trực tuyến cuối cùng vào sáng ngày 9 tháng 5.
Trong kỳ Đại hội Hội đồng Giám mục Việt Nam XV từ ngày 3 đến ngày 7 tháng 10 năm 2022 tại Hà Nội, các giám mục Việt Nam tiếp tục chọn Giám mục Nguyễn Hồng Sơn đảm trách vai trò Chủ tịch Ủy ban Phụng Tự thuộc Hội đồng Giám mục Việt Nam trong nhiệm kỳ 2022–2025.

## Nhận định
Viết trong bài viết Những hồi ức về một mục tử đăng trên báo Công giáo và Dân tộc, Đình Quý – Quảng Khê nhận định về giám mục Nguyễn Hồng Sơn:
| “ | Ngoài những hình ảnh về một con người giàu tình cảm, hiền lành, dễ mến, dưới mắt mọi người, cha còn là vị linh mục đa tài, khéo léo. Ngài tự đẽo cho mình đôi guốc mộc để mang, vẽ tặng bổn đạo Bình Sơn bức tranh các Thánh tử đạo Việt Nam hoặc nắn hình con cừu bằng gạo nếp trưng bày trong thánh lễ, chế tác cây guitar hư thành chiếc đồng hồ... Đôi tay người tu sĩ tài hoa cứ lặng lẽ góp nhặt chút niềm vui ở bất cứ nơi nào ngài phục vụ. | ” |

## Tông truyền
Giám mục Emmanuel Nguyễn Hồng Sơn được tấn phong giám mục năm 2016, thời Giáo hoàng Phanxicô, bởi:
- Chủ phong: Tôma Nguyễn Văn Trâm, giám mục chính tòa Giáo phận Bà Rịa
- Phụ phong: Stêphanô Tri Bửu Thiên, giám mục chính tòa Giáo phận Cần Thơ và Giuse Nguyễn Chí Linh, giám mục chính tòa Giáo phận Thanh Hóa

Dưới đây là sơ đồ tính Tông truyền từ giám mục Việt Nam đầu tiên được giám mục ngoại quốc chủ phong cho đến đời Giám mục Nguyễn Hồng Sơn.